# La Liga de 1940–41
A La Liga de 1940–41 foi a 10º edição da Primeira Divisão da Espanha de futebol. Com 12 participantes, o campeão foi o Athletic Aviación.

## Classificação final
| Pos | Equipe             | J  | V  | E | D  | GM | GS | SG  | Pts |
| --- | ------------------ | -- | -- | - | -- | -- | -- | --- | --- |
| 1   | Athletic Aviación  | 22 | 13 | 7 | 2  | 70 | 36 | +34 | 33  |
| 2   | Atlético de Bilbao | 22 | 13 | 5 | 4  | 49 | 24 | +25 | 31  |
| 3   | Valencia CF        | 22 | 11 | 5 | 6  | 60 | 52 | +8  | 27  |
| 4   | CF Barcelona       | 22 | 13 | 1 | 8  | 55 | 45 | +10 | 27  |
| 5   | Sevilla CF         | 22 | 12 | 2 | 8  | 70 | 43 | +27 | 26  |
| 6   | Real Madrid CF     | 22 | 11 | 2 | 9  | 51 | 38 | +13 | 24  |
| 7   | RCD Español        | 22 | 10 | 2 | 10 | 50 | 54 | -4  | 22  |
| 8   | Real Oviedo        | 22 | 7  | 2 | 13 | 36 | 63 | -27 | 16  |
| 9   | Hércules CF        | 22 | 7  | 2 | 13 | 28 | 67 | -39 | 16  |
| 10  | Celta de Vigo      | 22 | 7  | 1 | 14 | 45 | 51 | -6  | 15  |
| 11  | Zaragoza CF        | 22 | 5  | 4 | 13 | 26 | 41 | -15 | 14  |
| 12  | Real Murcia        | 22 | 5  | 3 | 14 | 29 | 55 | -26 | 13  |

|  | Classificado para a promoção de permanencia na Primeira Divisão |